# Sorghum virgatum
Sorghum virgatum är en gräsart som först beskrevs av Eduard Hackel, och fick sitt nu gällande namn av Otto Stapf. Sorghum virgatum ingår i släktet durror, och familjen gräs. Inga underarter finns listade i Catalogue of Life.